# Михайлов, Николай Фёдорович
Николай Фёдорович Михайлов (3 декабря 1902, Гдовский уезд, Санкт-Петербургская губерния — 1969, Ленинград) — советский театральный актёр, режиссёр и педагог, народный артист РСФСР.

## Биография
Николай Фёдорович Михайлов родился 20 ноября (3) декабря 1902 года в деревне Лужницы Петербургской губернии. В 1919—1921 годах учился в Санкт-Петербургском (Ленинградском) институте путей сообщения.
В 1920—1925 годах был актёром Большого драматического театра в Петрограде. В 1924—1926 годах учился в Институте сценических искусств в Петрограде.
В 1925—1930 годах играл в Ленинградском ТЮЗе (сейчас Театр юных зрителей имени А. А. Брянцева). В 1930 году в группе из пяти добровольцев-тюзовцев (Агаронова, Воронкова, Стратилатов, Мокшанов и Михайлов) поехал в Новосибирск организовывать Краевой Западно-Сибирский детский театр. В 1935—1938 годах работал художественным руководителем созданного Новосибирского ТЮЗа (сейчас Глобус), считается основателем театра.
В 1932 году организовал Ленинградский областной детский театр.
В 1938—1966 годах был актёром и режиссёром Новосибирского государственного академического театра «Красный факел». В 1945—1948 годах — главный режиссёр театра «Красный факел» и художественный руководитель Новосибирского театрального училища.
В 1966—1969 годах преподавал в родном ЛГИТМиК и играл в Большом драматическом театре в Ленинграде.
Снимался в кино («Мы из Семиречья», 1958).
Умер в 1969 году, похоронен на Северном кладбище Санкт-Петербурга вместе с женой Еленой Агароновой.

### Семья
- Жена — актриса Елена Герасимовна Агаронова (1903—1985), народная артистка РСФСР.

## Награды и премии
- Заслуженный артист РСФСР (16.05.1945).
- Народный артист РСФСР (5.11.1953).

## Работы в театре

### Актёр
- 1938 — «Горе от ума» А. С. Грибоедова — Чацкий
- 1943 — «Зыковы» М. Горького — Антипа Зыков
- 1943 — «Собака на сене» Лопе де Вега — Теодоро
- 1952 — «Чайка» А. Чехова — Тригорин
- 1956 — «Гамлет» У. Шекспира — Гамлет
- 1958 — «Яков Богомолов» М. Горького — Яков Богомолов
- «Парень из нашего города» — Луконин
- «Счастье» П. А. Павленко — Воропаев
- «Глубокая разведка» А. А. Крона — Майоров
- «Лиса и виноград» Фигейреду — Эзоп
- «Милый лжец» Килти — Шоу

### Режиссёр

#### Новосибирский ТЮЗ
- 1930 — «Винтовка № 492116» А. А. Крона
  - «Тимошкин рудник»[4]
- 1931 — «Аул Гидже» Н. Шестакова
  - «Боевое звено» Я. Задыхина
- 1931 — «Мы и другие» Л. Бочина
- 1932 — «Молодой пласт» Л. Бочина
- 1936 — «Музыкантская команда» Д. Дэля
  - «Синяя птица» М. Метерлинка
- 1937 — «Сережа Стрельцов» В. Любимовой
  - «Дубровский» Н. Каткова по повести А. Пушкина
- 1938 — «Арсен» С. Шаншиашвили
  - «Правда» А. Корнейчука

#### «Красный факел»
- 1940 — «Женитьба Фигаро» Бомарше
- 1947 — «Русский вопрос» К. Симонова
- 1948 — «Последняя жертва» А. Островского
- 1950 — «Два лагеря» Л. Якобсона
- 1953 — «Не называя фамилий» Минко
- 1954 — «Светлая» В. Лаврентьева
- 1956 — «Иван Буданцев» В. Лаврентьева
- 1957 — «Оптимистическая трагедия» Вс. Вишневского
- 1959 — «Битва в пути» Г. Николаевой

## Память
- Мемориальная доска в Новосибирске, по месту его жительства. Размещена на жилом доме по Советской улице, 20 со стороны улицы Орджоникидзе.

## Комментарии
1. ↑  Деревня Лужницы[2] находилась примерно в 3 км восточнее Ставотино и относилась к Осьминской волости Гдовского уезда; не сохранилась[3], ныне — территория Осьминского сельского поселения в Лужском районе, Ленинградская область.